# Claude Voilier
Ne doit pas être confondu avec Jean Voilier.
Pour les articles homonymes, voir Voilier (homonymie).
Claude Voilier, née Andrée Labedan le 9 novembre 1917 à Saint-Gaudens (Haute-Garonne) et morte le 22 mai 2009 à La Teste-de-Buch (Gironde),, est une journaliste, romancière et traductrice française, principalement connue pour avoir écrit de nouveaux titres à la célèbre série littéraire pour la jeunesse Le Club des cinq d'Enid Blyton.

## Carrière
Claude Voilier fait des études de lettres et d'anglais puis enseigne les lettres à Blida, à Saint-Gaudens et à Paris. Elle est journaliste dans des quotidiens (L'Aurore, L'Époque, Télésoir) et des hebdomadaires (Ici Paris, Point de vue, Noir et blanc).
Elle écrit des poèmes (Feuilles au vent, Jardin secret), des romans, des feuilletons.
Elle écrira plus de huit cents nouvelles pour magazines ou hebdomadaires, et quatre cents contes et nouvelles pour enfants.

### SérieLes Cinq
Après le décès en 1968 d'Enid Blyton, la créatrice de la série Le Club des cinq, Claude Voilier reprend la série en 1971. Elle écrira vingt-quatre titres qui seront édités sous le nom de Les Cinq dans la collection Bibliothèque rose des éditions Hachette. Cette seconde série sera également publiée au Royaume-Uni.

### Traduction
Claude Voilier a notamment traduit plusieurs titres de séries parues dans la collection Bibliothèque verte : Une enquête des sœurs Parker de Caroline Quine et Les Trois Jeunes Détectives d'Alfred Hitchcock. Elle a retraduit des volumes de la série Alice de Caroline Quine (Bibliothèque verte).

## Œuvre

### Romans écrits par C. Voilier
Note : la date est celle de la première édition.

#### SérieLes Cinq
La présentation diffère de la série originelle Le Club des Cinq en cela qu'elle comporte une page de texte pur et, en vis-à-vis, une page de bande-dessinée. Cette présentation disparaîtra des dernières éditions.
1. 1971 : Les Cinq sont les plus forts (illustré par Jean Sidobre)
2. 1971 : Les Cinq au Bal des espions (illustré par Jean Sidobre)
3. 1972 : Le Marquis appelle les Cinq (illustré par Jean Sidobre)
4. 1972 : Les Cinq au cap des tempêtes (illustré par Jean Sidobre)
5. 1973 : Les Cinq à la télévision (illustré par Jean Sidobre)
6. 1973 : Les Cinq et les Pirates du ciel (illustré par Jean Sidobre)
7. 1974 : Les Cinq contre le Masque noir (illustré par Jean Sidobre)
8. 1974 : Les Cinq et le galion d'or (illustré par Jean Sidobre)
9. 1975 : Les Cinq font de la brocante (illustré par Jean Sidobre)
10. 1975 : Les Cinq se mettent en quatre (illustré par Jean Sidobre)
11. 1976 : Les Cinq dans la cité secrète (illustré par Jean Sidobre)
12. 1976 : La Fortune sourit aux Cinq (illustré par Jean Sidobre)
13. 1977 : Les Cinq et le rayon Z (illustré par Jean Sidobre)
14. 1977 : Les Cinq vendent la peau de l'ours (illustré par Claude Pascal)
15. 1978 : Les Cinq aux rendez-vous du diable (illustré par Claude Pascal)
16. 1978 : Du neuf pour les Cinq (illustré par Claude Pascal) Retitré Les Cinq et le portrait volé en 2013.
17. 1979 : Les Cinq et le diamant bleu (illustré par Claude Pascal) Ce titre a été retitré Les Cinq et le rubis d'Akbar l'année suivante sans changement d'illustration de couverture.
18. 1979 : Les Cinq et le trésor de Roquépine (illustré par Claude Jardin)
19. 1980 : Les Cinq en croisière (illustré par Claude Pascal)
20. 1980 : Les Cinq jouent serré (illustré par Claude Pascal)
21. 1981 : Les Cinq contre les fantômes (illustré par Buci)
22. 1983 : Les Cinq en Amazonie (illustré par : Inconnu)
23. 1984 : Les Cinq et le trésor du pirate (illustré par : Inconnu)
24. 1985 : Les Cinq contre le loup-garou (illustré par : Annie-Claude Martin)

#### Autres romans
- 1962 : Celle qu'on retrouvaIllustrations de Jean Reschofsky ; Hachette, collection Idéal-Bibliothèque no 232.
- 1964 : Le Manoir des Cinq PreuxIllustrations de Jacques Fromont ; Hachette, collection Idéal-Bibliothèqueno 260.

### Traduction
Note : la date est celle de la première édition traduite par Claude Voilier.

#### SérieUne enquête des sœurs Parker
- 1966 : Les Sœurs Parker et les Ravisseurs
- 1978 : Dans l’ombre de la tour
- 1971 : Sur les traces de l’homme masqué
- 1973 : L’Énigme de la clé rouillée
- 1978 : La Menace dans le puits
- 1974 : Le Secret du clocher
- 1977 : L’Anneau de jade
- 1970 : L’Inconnu du carrefour
- 1968 : Le Fantôme du troisième balcon
- 1977 : Le Rubis clignotant
- 1977 : Le Mystère de l’œil de rubis
- 1974 : Le Secret du chalet suisse
- 1972 : Le Secret des boucaniers
- 1976 : L’Oiseau de bambou
- 1975 : La Double Énigme de la Sierra
- 1976 : Le Tigre de pierre
- 1970 : Le Dauphin d’argent
- 1979 : L’Impératrice de cire
- 1973 : La Guitare ensorcelée
- 1975 : Le Beau Garçon du Pacifique
- 1980 : Le Volcan endormi

#### SérieLes Trois Jeunes Détectives
- 1971 : Treize bustes pour Auguste
- 1972 : Une araignée appelée à régner
- 1973 : Le Trombone du diable
- 1973 : Le Dragon qui éternuait
- 1974 : Le Chat qui clignait de l'œil
- 1975 : L'Insaisissable Homme des neiges
- 1975 : L'Aigle qui n'avait plus qu'une tête
- 1976 : Le Journal qui s'effeuillait
- 1977 : Le Serpent qui fredonnait
- 1978 : Le Démon qui dansait la gigue
- 1978 : La Mine qui ne payait pas de mine
- 1980 : Le Tableau se met à table
- 1980 : Le Lion qui claquait des dents
- 1981 : L'Épouvantable Épouvantail
- 1981 : Le Miroir qui glaçait
- 1982 : Le Requin qui resquillait
- 1983 : L'Ombre qui éclairait tout
- 1985 : Le Crâne qui crânait
- 1985 : L'Épée qui se tirait
- 1986 : L'Aveugle qui en mettait plein la vue